# Darwinism (livro)

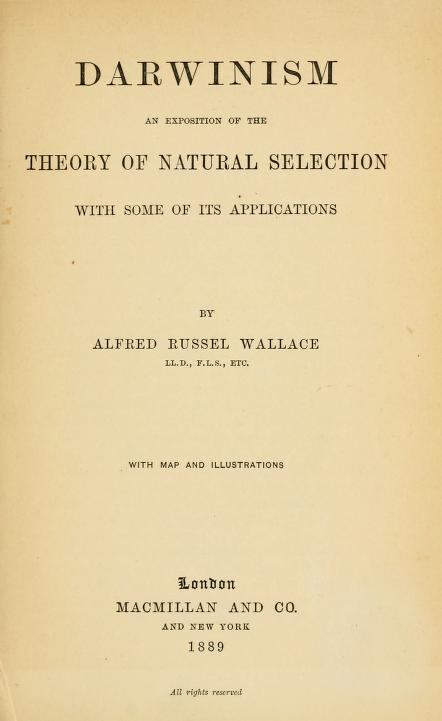
Página de rosto da primeira edição, 1889

Darwinism: An Exposition of the Theory of Natural Selection with Some of Its Applications é um livro de 1889 sobre evolução de Alfred Russel Wallace, o co-descobridor da evolução por seleção natural junto com Charles Darwin. Este foi um livro que Wallace escreveu como uma resposta defensiva aos críticos científicos da seleção natural. De todos os livros de Wallace, é o mais citado por publicações acadêmicas.

## Sinopse
Nos quinze capítulos do Darwinism, Alfred Russel Wallace expõe sua compreensão da teoria da evolução por seleção natural. Ele começa definindo "espécie", discutindo o criacionismo, a opinião antes de Charles Darwin e a teoria de Darwin. Ele então descreve a luta malthusiana pela existência, dada a capacidade dos organismos de se reproduzirem em um mundo de recursos finitos. Ele explica a importância da variabilidade dentro das espécies, dando exemplos. Ele descreve a variação em animais domesticados e plantas cultivadas e o processo de seleção artificial por criadores. Wallace então explica o processo de seleção natural agindo sobre a variação preexistente. Ele lista várias questões e objeções à teoria. Ele discute como os híbridos interespécies são geralmente inférteis e como isso pode contribuir para o isolamento reprodutivo. Ele então examina o propósito da coloração animal, incluindo camuflagem e mimetismo, argumentando que essas são evidências de seleção natural. Ele dá exemplos detalhados de coloração e mimetismo de advertência, discutindo como eles são produzidos pela seleção. A coloração e a ornamentação dos animais que diferem entre os sexos são discutidas, embora ele discorde amplamente da teoria da seleção sexual de Darwin. Wallace então explora a co-evolução das flores com seus polinizadores, incluindo insetos e pássaros. Ele então descreve a distribuição geográfica dos organismos, argumentando que isso foi criado pela dispersão de longa distância de organismos pioneiros, como insetos soprados pelo mar. Ele explica a evidência geológica da evolução, o registro fóssil em camadas sucessivas de rocha. Ele então examina as objeções ao darwinismo em relação à variação e hereditariedade. Finalmente, ele analisa como o darwinismo pode se aplicar aos humanos.

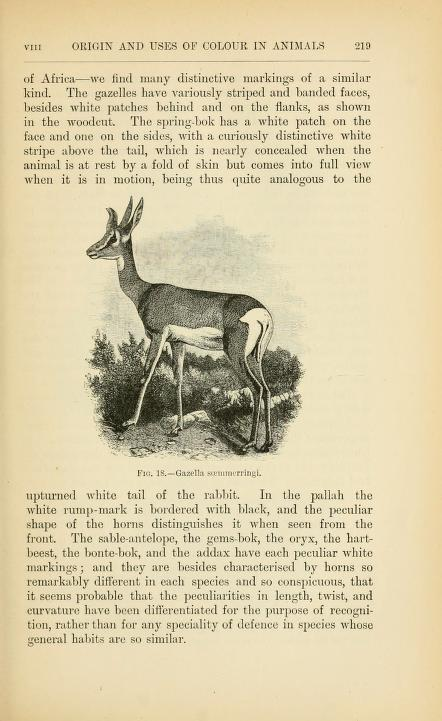
Wallace discute os propósitos da coloração dos herbívoros como sinais de perigo e reconhecimento, com uma ilustração da gazela de Soemmerring.
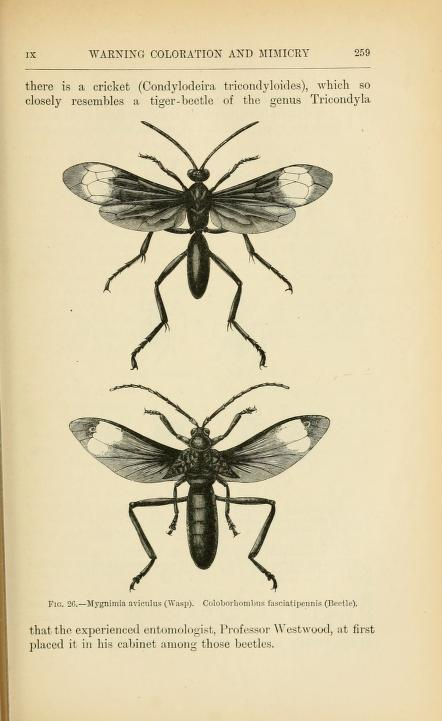
Wallace discute o mimetismo batesiano com um prato de um besouro que imita de perto uma vespa.
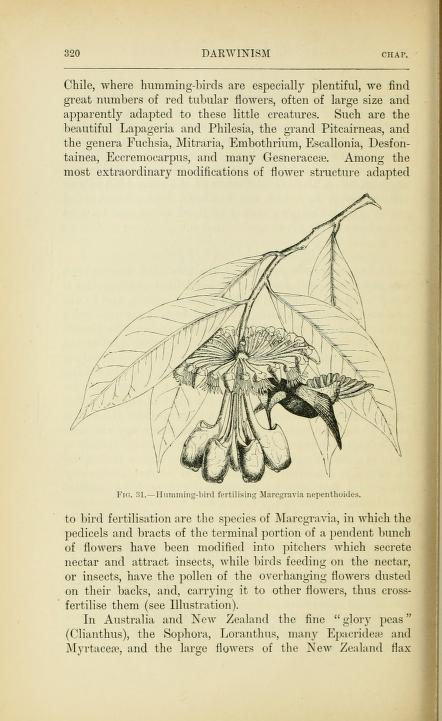
Wallace discute a coevolução de flores e polinizadores, ilustrando-a com uma flor polinizada por pássaros.

## Análise
No prefácio do Darwinism, Wallace usou o termo darwinismo puro, que propunha uma "maior eficácia" para a seleção natural. O livro é notável por defender a teoria da hereditariedade de August Weismann e rejeitar a herança de características adquiridas e o conceito de seleção sexual ao qual Darwin deu crédito. George Romanes   George Romanes apelidou essa visão de "Wallaceismo", observando que, em contraste com Darwin, essa posição defendia uma "teoria pura da seleção natural com a exclusão de qualquer teoria suplementar". O livro é visto como o lançamento das bases para a teoria neodarwinista da evolução.